# زون ۳۰۳ اسپین‌غر
زون ۳۰۳ اسپین‌غر یا زون جنوب شرق یکی از ۸ زون تشکیلات اداری وزارت امور داخله جمهوری اسلامی افغانستان می‌باشد که شامل ولایات پکتیا، خوست، غزنی، میدان، بامیان، لوگر و پکتیکا می‌شود. زون معادل قول اردو در وزارت دفاع افغانستان است و معادل انگلیسی آن «Region» یا منطقه می‌باشد. باشگاه فوتبال موج های اباسین نیز به نمایندگی از این زون وارد مسابقات لیگ برتر فوتبال افغانستان می‌شود. فرمانده کنونی این زون اسدالله شیرزاد می‌باشد.